# Kunsági borvidék
A Kunsági borvidék a homokos talajú Alföldön található és az ország legnagyobb kiterjedésű borvidéke. Korábban a szőlők egy részét a futóhomok megkötése céljából telepítették.
Hamvas Béla az itt termett borokról a következőket írta:
Ezzel, hogy korcsmabor, nincsen szándékomban lebecsülni. Sőt. A korcsma, civilizációnknak egyik legfontosabb intézménye, sokkal fontosabb, mint például a parlament. Az egyik helyen a sebeket osztják, a másik helyen gyógyítják.

## Földrajza
A Duna-Tisza közén elhelyezkedő Kiskunság talaja alapvetően homokos, sőt korábban jelentős részét az úgynevezett futóhomok uralta. A Kunsági borvidék Tiszaföldvár kivételével a Duna-Tisza közén, a kiskunsági területen helyezkedik el. Talajszerkezetét főleg homok és lösz alkotja, de a Gödöllői-dombság déli nyúlványainak kötött talaja is megtalálható. A terület nagysága 27 903 hektár, melynek klimatikus viszonyait jellemzi, hogy csapadékban szegény. A nyár jellemzően napos, forró, a tél pedig hideg és száraz. A borvidék nyolc körzetre tagozódik és összesen 96 település található a területén. Az egyes körzetek nagysága egyébként megegyezik az ország további borvidékeinek átlagos szőlőterületével. A borvidéket 68 hegyközség 32 800 szőlő-és bortermelő hegyközségi tag alkotja és a területen körülbelül 200 000 tonna körüli szőlőt szüretelnek és ebből készítik a bort.
A borvidéken 64 szőlőfajtát termesztenek melyből, legnagyobb területen termesztett fajtái az arany sárfehér, a zala gyöngye, az ezerjó, a kékfrankos, a cserszegi fűszeres, a rizlingszilváni, a kövidinka, a kadarka, a rajnai rizling és az olaszrizling, a zweigelt, valamint az utóbbi években rezisztens szőlőfajtaként a bianca, mely fajták a teljes szőlőterület csaknem kétharmadát elfoglalják. A készített fehér borok jó része a harmonikus összetételű, könnyed borok közé tartozik. A borvidék egyetlen őshonos kékszőlője a kadarka, mely a borvidéken leginkább a rubinvörös, fűszeres illatú, zamatos arcát mutatja. Az utóbbi években azonban megjelentek a piacon komoly, tartalmas fehér- és vörösborok is, bizonyítandó a borvidékben rejlő potenciált. Egyre több borászat kínálatában szerepel a napjainkban oly divatos borfajta, a rosé is, mely borokkal a nemzetközi borversenyeken is komoly eredményeket érnek el.

## Története
A mohácsi csata előtti időkből nem kerültek elő bizonyítékok arra nézve, hogy Kiskunság és a Nagykunság területén általános lett volna szőlőtermesztés. A borvidék területén folyó korai szőlőtermelés első írásos dokumentuma egyébként a Garamszentbenedeki apátság 1075-ből származó alapítólevele, mely megemlíti azt, hogy I. Géza király a Felső-Alpár (ma Lakitelek-Szikra) és kürti (ma Tiszakürt) szőlődombokat az apátságnak adományozta. Mindezek ellenére a mezőgazdasági hasznosítást korlátozó jelenség megállítása, vagyis a föld megkötése volt a kiinduló ok, amiért elsőnek szőlőtelepítéssel kezdtek kísérletezni ezen a vidéken. A 19. század vége felé Európán végigsöpört a filoxéra, mely a homokos talajt közvetlenül nem érintette, de az országos szőlő- és gyümölcstermesztési rekonstrukció, kifejtette hatását az itt lévő növénykultúrára is.
A filoxéra pusztítása után megnőtt az immunis homokterületek értéke, ahol ez a veszélyes kártevő nem tud megélni. Ekkor települt Kecskemétre Mathiász János a méltán világhírű szőlőnemesítő. Az ő szőlőnemesítéseinek köszönhetően alakultak ki a Cegléd szépe, az Erzsébet királyné emléke, az Ezeréves Magyarország emléke, a Kecskemét virága, a Mathiász Jánosné muskotály, a Szőlőskertek királynője és a Szauter Gusztávné muskotály nevet viselő szőlőfajták. A 19. század végére a borvidék szőlőterülete megtöbbszöröződött. Az 1960-as években végrehajtott második rekonstrukció során tovább nőtt a szőlőterület, de ekkor még a hagyományos, zömmel egyszerű tömegbort adó fajták telepítése miatt. Az 1970-es évektől kezdődően azonban már a rangos minőségi fajták kerültek túlsúlyba a nagyüzemi ültetvényekben és a kisgazdaságokban is. A borvidéken több jelentős borászat működik és rendszeresen szerepelnek különböző borversenyeken, ahol kiemelkedő eredményeket érnek el. Ezeknek köszönhetően a borvidék városai Cegléd, Izsák, Kecskemét, Kecel, Kiskunhalas, Kiskőrös, Soltvadkert méltán nevezhetőek a bor városainak.
2007-ben Frittmann János soltvadkerti borász személyében a Kunsági Borvidék adta az év bortermelőjét.

## A borvidék települései

Magyarország borvidékei:
a 17 számmal jelzett terület a Kunsági borvidék

A szőlőkataszter I. és II. osztályú besorolású határrészei alapján a borvidékhez a következő települések és településrészek tartoznak:
- Bácskai körzet: Bácsalmás, Bácsszőlős, Borota, Csikéria, Dávod, Dusnok, Jánoshalma, Kéleshalom, Kunbaja, Mélykút, Tompa
- Cegléd-Monor-Jászsági körzet
  - Ceglédi alkörzet: Albertirsa, Cegléd, Ceglédbercel, Csemő, Hernád, Inárcs, Kakucs, Nagykőrös, Nyársapát, Örkény
  - Monori alkörzet: Bénye, Gomba, Kóka, Monor, Szárazhegy
  - Jászsági alkörzet: Jászberény, Jászszentandrás, Heves
- Dunamenti körzet: Apostag, Dunavecse, Dömsöd, Harta, Solt, Ráckeve, Szigetcsép, Szigetszentmárton, Szigetújfalu
- Izsáki körzet: Ágasegyháza, Fülöpháza, Fülöpszállás, Izsák, Kunszentmiklós, Orgovány, Páhi, Szabadszállás
- Kecskemét-Kiskunfélegyházi körzet: Ballószög, Bugac, Felsőlajos, Fülöpjakab, Helvécia, Jakabszállás, Kecskemét, Kerekegyháza, Kiskunfélegyháza, Kunbaracs, Kunszállás, Ladánybene, Lajosmizse
- Kiskőrösi körzet: Akasztó, Bócsa, Csengőd, Imrehegy, Kaskantyú, Kecel, Kiskőrös, Pirtó, Soltszentimre, Soltvadkert, Tabdi, Tázlár
- Kiskunhalas-Kiskunmajsai körzet: Balotaszállás, Csólyospálos, Harkakötöny, Jászszentlászló, Kiskunhalas, Kiskunmajsa, Kisszállás, Kunfehértó, Móricgát, Szank, Zsana
- Tiszamenti körzet: Cibakháza, Cserkeszőlő, Csépa, Lakitelek, Nagyrév, Nyárlőrinc, Szelevény, Szentkirály, Tiszaalpár, Tiszajenő, Tiszaföldvár-Homok, Tiszainoka, Tiszakécske, Tiszakürt, Tiszasas, Tiszaug

## A borvidék borrendjei
- Soltvadkert: Krämer Fülöp Borlovagrend[6]
- Kiskőrös: Kiskőrösi Gondűző Borlovagrend

## Pincészetek
| Pincészet                  | Tulajdonos          | Kulcsemberek                                  | Település   | Szőlőterület (ha) | Megjegyzés                                |
| -------------------------- | ------------------- | --------------------------------------------- | ----------- | ----------------- | ----------------------------------------- |
| Frittmann Borászat         | családi vállalkozás | Frittmann János, Frittmann István             | Soltvadkert | 45                | Az év bortermelője 2007 (Frittmann János) |
| Galántai Családi Pincészet | családi vállalkozás | Galántai Károlyné, Galántai Norbert           | Soltvadkert | 15                |                                           |
| Lantos Borászat            | családi vállalkozás | Lantos Szabolcs, Lantosné dr. Mayer Zsuzsanna | Soltvadkert | 20                |                                           |
| Molnár Családi Borászat    | családi vállalkozás | Molnár Sándor, Molnár Zsolt                   | Cegléd      | 12                | körzeti, országos és nemzetközi díjak     |